# Factor de creixement epidèrmic

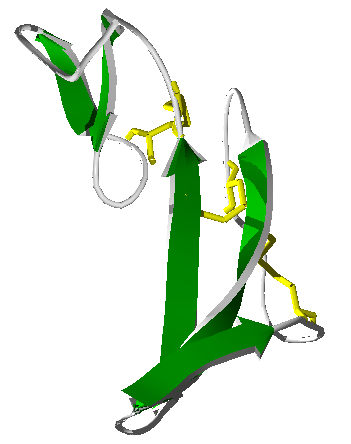
proteïna EGF

Un factor de creixement epidèrmic (EGF, de l'anglès epidermal growth factor) és una molècula senyalitzadora polipeptídica de 6 kilodaltons (kd), estimuladora de la proliferació cel·lular, és a dir un factor de creixement.

## Senyalització per EGF

Via de la transducció del senyal de l'EGF

La senyalització per EGF és una via de comunicació cel·lular que estimula una resposta fisiològica: la proliferació cel·lular de cèl·lules epidèrmiques i epitelials. Aquesta senyalització es produeix mitjançant EGF. A més, també hi participen diferents proteïnes que duen a terme una cascada de senyalització, com ara el receptor d'EGF, proteïnes Ras, Grb-2, Sos i altres cinases. El factor de creixement epidèrmic transmet el senyal mitjançant un receptor amb activitat tirosina-cinasa. La unió del EGF indueix un canvi en la forma que permet la dimerització del receptor i la fosforilació creuada. El receptor fosforilat s'uneix a proteïnes adaptadores que intervenen en l'activació de Ras, una proteïna G petita. Aquesta activació inicia una cascada de proteïna-cinases que finalment produeixen la fosforilació de factors de transcripció i canvis en la transcripció genètica de gens. La finalització de la senyalització per EGF requereix fosfatases i la hidròlisi de GTP per Ras.

## Estructura del receptor d'EGF

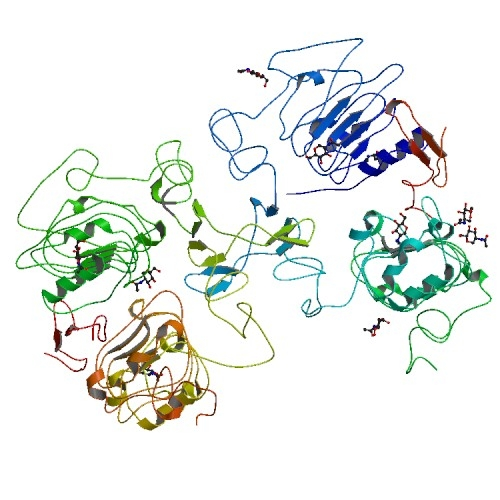
Receptor EGF

El receptor d'EGF, és una proteïna-cinasa de tirosines que participa en reaccions de fosforilació creuada. Aquesta proteïna és un dímer amb dues subunitats idèntiques. Podem trobar els dominis del receptor a l'espai intracel·lular i a l'espai extracel·lular; està controlat per una estructura específica que impedeix que els receptors s'agrupin. Aquestes unitats són monòmers fins que l'EGF s'uneix al seu domini extracel·lular. Per tant, aquest dímer uneix les dues molècules de lligant. Cada molècula d'EGF es col·loca lluny de la superfície de contacte del dímer. Aquesta última estructura inclou el braç de dimerització de cada monòmer, és una estructura que sobresurt i s'insereix en un forat d'unió en l'altre monòmer. Aquesta estructura revela amb precisió que la formació d'un dímer de receptor, afavoreix la fosforilació creuada.
El receptor no dimeritza ni transmet el senyal en absència d'EGF. Això s'ha pogut saber examinant l'estructura del receptor d'EGF en absència del lligant. És una estructura monomèrica i cada monòmer adopta una forma molt diferent a l'observada en el dímer amb el lligant unit. Per ser més exactes, el braç de dimerització s'uneix a un domini del mateix monòmer que manté al receptor en una configuració cíclica. El receptor adopta una conformació de ressort, mantenint en posició mitjançant el contacte entre el bucle d'interacció i per altra part de l'estructura, preparat per unir-se al lligant i canviar a una conformació activa, que es produeix la dimerització i la transmissió del senyal.

## Procés de senyalització

### Fosforilació de l'extrem carboxil
En una regió del domini cinasa, concretament l'extrem carboxil terminal del receptor d'EGF es produeix una fosforilació creuada d'una subunitat del dímer per una altra. En aquesta regió es fosforilen fins a cinc residus de l'aminoàcid tirosina. La dimerització del receptor d'EGF desplaça la regió carboxil terminal d'un receptor a un centre actiu de la seva cinasa companya. La cinasa en si està en una conformació activa sense fosforilar.

### Activació de Ras
Un cop l'extrem carboxil del receptor d'EGF es fosforila, aquest receptor actua com a lloc d'ancoratge per a proteïnes amb domini SH2. El procés comença amb la unió de Grb-2, una proteïna adaptadora clau en el procés. Quan es fosforila el receptor d'EGF, el domini SH2 de Grb-2 s'uneix amb la fosfotirosina (present a la tirosina-cinasa) del receptor. Aquesta proteïna Grb-2 consta de tres dominis: un domini SH2 central envoltat per dos dominis SH3, que s'uneixen a regions d'altres proteïnes riques en prolina. Aquests dos dominis SH3 s'encarreguen d'unir al complex una proteïna anomenada Sos, que alhora s'uneix a Ras (component molt important en la transducció de senyals). Ras és una proteïna G petita. Com qualsevol proteïna G, conté GDP unit en la seva forma inactiva. Per passar a la seva forma activa, Ras necessita que Sos obri el domini d'unió del GDP (de la proteïna Ras) per fer entrar GTP. En aquest procés, Sos actua com a factor d'intercanvi de nucleòtids de guanina, GEF. Així doncs. La unió d'EGF al seu receptor, comporta indirectament l'activació de Ras.

### Amplificació del senyal
Un cop Ras ha estat activada, es pot unir a altres proteïnes, entre les quals trobem la cinasa Raf. Amb aquesta unió, Raf activa el seu domini proteïna-cinasa i fosforila altres proteïnes, entre les quals es troben unes proteïnes cinases anomenades MEKs. Aquestes últimes, alhora també activen a ERKs (cinases regulades per senyals extracel·lulars). Finalment, ERKs fosforilen, entre molts altres substrats, factors de transcripció en el nucli. Així doncs, podem resumir la via de senyalització per EGF en els següents punts:
1. Unió de l'EGF al seu receptor
2. Fosforilació del receptor
3. Formació del complex EGF-Sos (amplificació del senyal)
4. Activació de Ras
5. Activació de Raf (amplificació)
6. Activació de MEK (amplificació)
7. Activació d'ERK (amplificació)
8. Fosforilació de factors de transcripció, canvis en l'expressió de gens.

### Inactivació del senyal
Molts dels components de la via de senyalització s'activen per fosforilació (addició d'un grup fosforil). Per tant, el pas contrari, la desfosforilació, realitzada per les fosfatases, inactivarà molts dels components actius de la via. Certament, la via s'atura per l'acció de fosfatases que, per una banda eliminen grups fosforil de residus de tirosina en el receptor d'EGF; i per l'altra banda els eliminen de residus de serina, treonina i tirosina en les proteïna-cinases que participen en el procés. De fet, moltes de les reaccions enzimàtiques del procés d'activació també inicien el procés d'activació d'aquestes fosfatases que aturen la via. Un altre punt d'inactivació de la via és l'activitat GTPasa de Ras. La forma activa (amb GTP) de la proteïna es pot convertir espontàniament en la seva forma inactiva (amb GDP), procés que es pot veure accelerat per l'acció de proteïnes activadores de GTPases (GAPs), que faciliten la hidròlisi del GTP. Aquesta activitat GTPasa és molt important per desconnectar senyals relacionats amb el creixement cel·lular.
Defectes en la via de senyalització de l'EGF pot provocar càncer. Donada la seva complexitat, és sorprenent que les vies de senyals fallin, de vegades, causant patologies i malalties. El càncer, patologia caracteritzada per un creixement cel·lular incontrolat, està molt relacionat als defectes en proteïnes transductores de senyals. A més a més, l'estudi del càncer, ha contribuït en gran manera al nostre coneixement sobre les proteïnes i les vies de senyalització.
El gen que codifica Ras, un component de la via iniciada pel EGF, és un dels gens més comunament mutats en els tumors en humans. Les cèl·lules humanes posseeixen tres proteïnes Ras de 21 kd (H-, K- i N-Ras), cada una de les quals canvia cíclicament entre una forma inactiva unida a GDP i activa unida a GTP. Les mutacions més comunes en tumors porten a la pèrdua de la capacitat per hidrolitzar GTP. Per tant, la proteïna Ras es bloqueja en la forma activa (queda unida a GTP) i segueix estimulant el creixement cerebral, inclús en absència d'un senyal continu (donant lloc al tumor).
Altres gens poden contribuir al desenvolupament del càncer. Quan les dues còpies del gen presents normalment en una cèl·lula, falten o estan malmeses. Tals gens es denominen gens supressors de tumors. Per exemple, els gens d'algunes de les fosfatases que participen en la terminació de la senyalització per EGF són supressors de tumors. Si els dos gens que en una cèl·lula han de codificar aquestes fosfatases en concret, estan mutats o bé no hi són, la senyalització per EGF, un cop iniciada, no pot parar perquè li falten les fosfatases de la terminació de la senyalització, estimulant un creixement cel·lular inapropiat.
Els anticossos poden ser útils per inhibir les vies de senyalització activades en els tumorsEn els tumors, normalment es troben receptors de proteïnes cinases mutats. El receptor del EGF n'és un exemple; aquest receptor se sobre-expressa en el càncer de mama i d'ovari, per exemple. Donat que petites quantitats del receptor poden dimeritzar i activar directament les vies de senyalització, si hi ha una sobreexpressió de dit receptor, és possible que la cèl·lula rebi senyals inadequats de creixement (donant lloc a cèl·lules tumorals). L'estratègia per aturar aquests receptors de EGF (els EGFR), és crear anticossos que detectin específicament el domini proteic extracel·lular del receptor alterat (EGFR, en aquest cas). Un dels anticossos que s'han descobert és l'Erbitux; aquest anticòs competeix amb l'EGF pel centre actiu del receptor EGFR. Aquest anticòs s'ha demostrat efectiu en els càncer de còlon i recte.